# Államok vezetőinek listája 921-ben
Ezen az oldalon az i. sz. 921-ben fennálló államok vezetőinek névsora olvasható földrészek, majd országok szerinti bontásban.

## Európa
- Asztúriai Királyság
  - Király: II. Fruela (910–925)
  - Portugál Grófság
    - Gróf: Lucídio Vimaranes (873–924)
- Leóni Királyság
  - Király: II. Ordoño (914-924)
- Bizánci Birodalom
  - Császár: VII. Kónsztantinosz (913–959)
- Bolgár Birodalom
  - Cár: I. Simeon (893–927)
- Burgundiai Királyság
  - Király: II. Rudolf (912–937)
- Córdobai Emirátus
  - Emír: III. Abd al-Rahmán (912–961)
- Cseh Fejedelemség
  - Fejedelem: I. Vratislav (915–921)
  - Fejedelem: I. Vencel (921–929/935)
- Keleti Frank Királyság
  - Király: I. Henrik (919–936)
  - Bajor Hercegség
    - Herceg: I. Arnulf (907–937)

  - Szász Hercegség
    - Herceg: I. Henrik (912–936)

  - Sváb Hercegség
    - Herceg: II. Burchard (917–926)

  - Flandriai Grófság
    - Gróf: I. Arnulf (918–964)
- Nyugati Frank Királyság
  - Király: III. Károly (898–922)
  - Aquitániai Hercegség
    - Herceg: II. Vilmos (918–926)

  - Burgundi Hercegség
    - Richárd (918–921)
    - Herceg: Rudolf (921–923)

  - Normandiai Hercegség
    - Rollo (911–927)

  - Toulouse-i Grófság
    - Gróf: II. Rajmund (919–923)
- Itáliai Királyság
  - Király: I. Berengár (887–924)
  - Ivreai Őrgrófság
    - Őrgróf: I. Adalbert (902–925)

  - Toszkánai Őrgrófság
    - Őrgróf: Guido 915–929
- Horvát Fejedelemség
  - Fejedelem: I. Tomislav (910–928)
- Magyar Fejedelemség
  - Fejedelem: Zolta (907–947)
- Navarra
  - Király: I. Sancho (905–925)
- Nápolyi Hercegség
  - Herceg: I. Marinus (919–928)
- Norvég Királyság
  - Király: I. Harald (872–933)
- Kijevi Rusz
  - Fejedelem: I. Igor (912–945)
- Pápai Állam
  - Pápa: X. János (914–928)
- Provence
  - Király: Vak Lajos (890-928)
- Salernói Hercegség
  - Herceg: I. Guaimar (901–946)
- Szerb Fejedelemség
  - Fejedelem: Pavle (917–921)
  - Fejedelem: Zaharija (921–924)
- Velencei Köztársaság
  - Dózse: II. Orso Participazio (912–932)

### Britannia
- Angol Királyság
  - Király: I. Eduárd (899–924)
- Deheubarth
  - Király: Hywel Dda (920-950)
- Gwynedd
  - Király: Idwal ab Anarawd (916–942)
- Powys
  - Herceg: Llywelyn ap Merfyn (900–942)
- Skót Királyság
  - Király: II. Konstantin (900–943)

## Ázsia
- Abbászida Kalifátus
  - Kalifa: Al-Muktadir (908–932)
- Csampa
  - Király: III. Indravarman (918–960 )
- Ibériai Királyság
  - Király: IV. Adarnasze (888–923)
- India
  - Anuradhapura
    - Király: IV. Kasszapa (912–929)

  - Csóla Birodalom
    - Király: I. Paranthaha (907–955)

  - Pála-dinasztia
    - Király: Radzsjapála (908–945)

  - Pratihara-dinasztia
    - Király: Szamrat Mahipala (914–943)

  - Rástrakúta-dinasztia
    - Király: III. Indra (914–929)
- Japán
  - Császár: Daigo (897–930)
- Khmer Birodalom
  - Király: I. Harsavarman (910–923)
- Kína (Öt dinasztia és tíz királyság kora)
  - Kései Liang-dinasztia
    - Császár: Csu Ju-csen (913-923)

  - Liao-dinasztia
    - Császár: Apaocsi (907–926)
- Korea
  - Silla
    - Király: Kjongmjong (917–924)

  - Palhe
    - Király: Te Inszon (907–926)

  - Kései Pekcse
    - Király: Kjon Hvon (892-935)

  - Korjo
    - Király: Thedzso (918-943)
- Mataram
  - Király: Tulodong (919–924)
- Örmény Királyság
  - Király: II. Asot (914–928)
- Pagani Királyság
  - Király: Theinhko (915–931)
- Számánidák
  - Emír: II. Naszr ibn Ahmad (914–943)

## Afrika
- Fátimidák
  - Kalifa: Abdalláh al-Mahdí (910–934)

## Fordítás
- Ez a szócikk részben vagy egészben  a   Liste der Staatsoberhäupter 921 című német Wikipédia-szócikk ezen változatának fordításán alapul.  Az eredeti cikk szerkesztőit annak laptörténete sorolja fel. Ez a jelzés csupán a megfogalmazás eredetét és a szerzői jogokat jelzi, nem szolgál a cikkben szereplő információk forrásmegjelöléseként.